# گاوداری جهاد (اندیمشک)
گاوداری جهاد، روستایی از توابع بخش مرکزی شهرستان اندیمشک در استان خوزستان ایران است.

## جمعیت
این روستا در دهستان حومه قرار دارد و براساس سرشماری مرکز آمار ایران در سال ۱۳۹۵، جمعیت آن ۶۲ نفر (۱۸ خانوار) بوده‌است.